# Michael Kanan

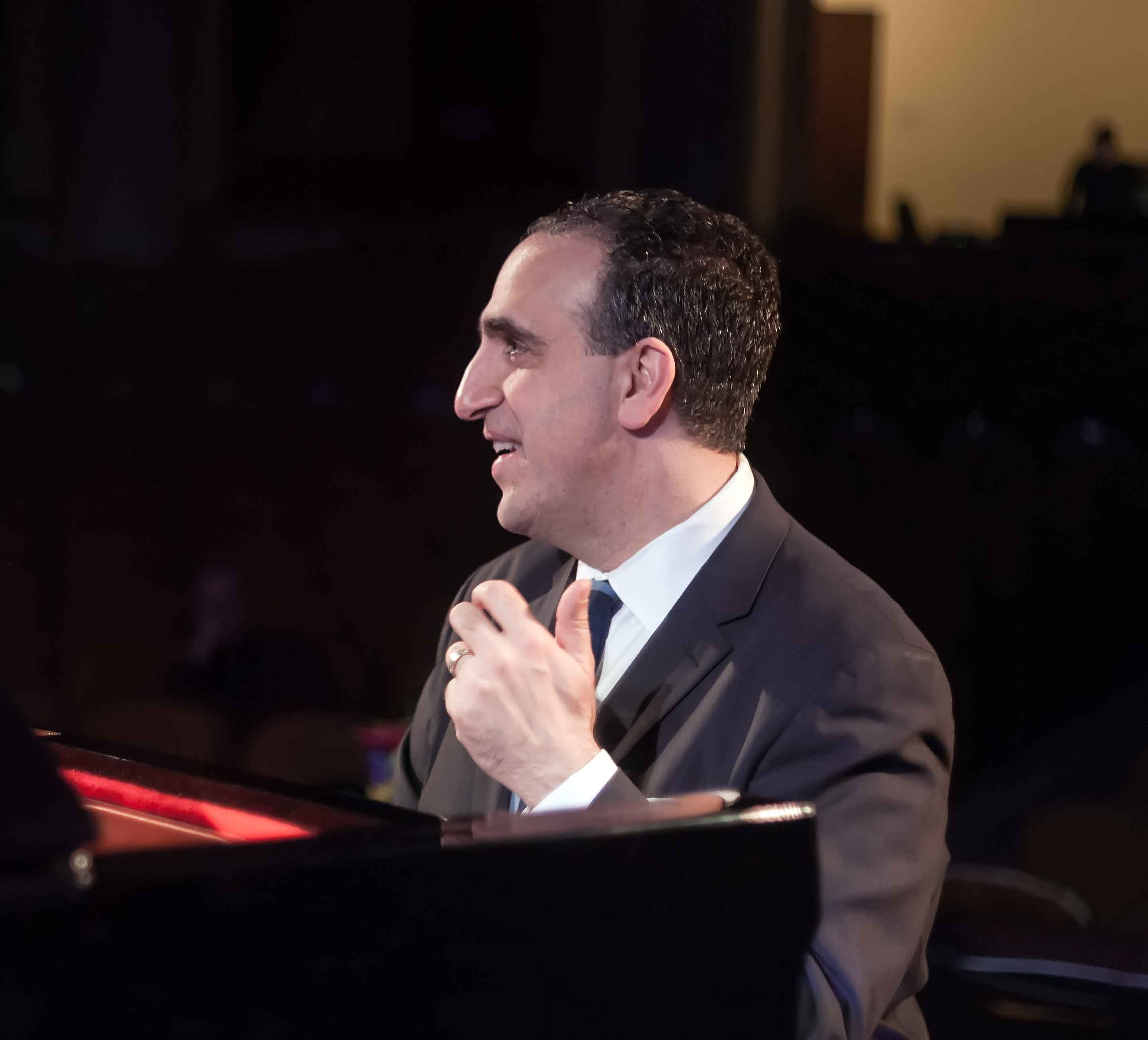
Michael Canan in Sotschi, 2018

Michael Kanan (* in Boston) ist ein  US-amerikanischer Jazz-Pianist und Arrangeur.

## Leben und Wirken
Michael Kanan begann mit sieben Jahren mit dem Klavierspiel; mit zehn kam zum Jazz. Einer seiner Lehrer war der Pianist Harvey Diamond, ein Student von Lennie Tristano. Während seines Studiums am Boston College trat er mit Tal Farlow, Lee Konitz, Al Cohn und Alan Dawson auf. Nach seinem Studium arbeitete er zunächst als freischaffender Musiker in und um Boston, zog dann 1991 nach New York, um dort bei dem Tristano-Schüler Sal Mosca zu studieren. Er arbeitete daneben in der New Yorker Jazzszene mit Musikern wie Kurt Rosenwinkel (Intuit, 1998), Mark Turner, Jorge Rossy Nat Su (The J.Way, 1997) sowie als Begleitmusiker für Sänger; so wurde er 1996 Mitglied der Band des Sängers  Jimmy Scott, tourte mit ihm durch die USA, Europa und Japan und nahm vier Alben mit ihm auf, wie Over the Rainbow (2004).
2001 wurde Michael Kanan Pianist und Arrangeur der Jazz-Vokalistin Jane Monheit, mit der er auf Tourneen ging, mehrere Alben einspielte (In the Sun, 2002, Taking a Chance on Love, 2004) und u. a. in der David Letterman Show auftrat. Daneben arbeitete Michael Kanan mit einem eigenen Trio und nahm zwei Alben  für das spanische Fresh Sound New Talent-Label auf,  Convergence (1999) und The Gentleman Is a Dop, mit dem Bassisten Ben Street und dem Schlagzeuger Tim Pleasant. Außerdem nahm er das Duoalbum Dreams And Reflections mit dem Altsaxophonisten Nat Su auf. Daneben spielte er mit einem Trio aus Eliot Zigmund und dem Bassisten Lee Hudson. 2018 hatte Kanan ein Trio mit Aidan O’Donnell (Kontrabass) und Doron Tirosh (Schlagzeug). 2025 legte er mit Jorge Rossy das Duoalbum Red on Maroon vor.
Michael Kaman lebt in  Brooklyn.